# ホスト名
ホスト名（ホストめい）あるいはサイト名（サイトめい）とは、コンピュータ、ファイルサーバ、ネットワークストレージデバイス、FAX、コピー機、ケーブルモデム、ルータなどネットワークに接続された機器（ホスト）に付けられた名前。ホスト名はWorld Wide Web、電子メールあるいはUsenetのようなさまざまな電子通信の形式において特定のホストを識別するために使われる。
インターネット上では、「ホスト名」と「ドメイン名」はしばしば同じ意味で使われるが、両者には微妙な技術的違いがある。
ホスト名のうち、個人や団体がインターネットに接続するためにインターネットサービスプロバイダから貸与されるものについてはリモートホストと呼ばれることもある。

## 概要
ホスト名はNIS、DNS、SMBなど様々な名前付けシステムで使われる。そのため、「ホスト名」の意味もその名前付けシステムに依存して変化する。また、ネットワークの種類によっても様々に変化する。すなわち、マイクロソフト NetBIOS のワークグループにおいて有効なホスト名は無効なインターネットホスト名であるかもしれない。通常、文脈無しにホスト名を与えられたときに、ネットワークがインターネットであり、ホストの名前付けシステムとしてDNSが用いられていると想定することは無難である。
ホスト名は人間が管理する目的で典型的に使われ、コンピュータブラウザリスト、アクティブディレクトリリスト、ホスト名からIPアドレスへの名前解決、電子メールのヘッダなどで目にすることが出来る。これらは人間が覚えやすいニックネームであるが、究極的には固有のネットワークハードウェアMACアドレスに対応する。時にホスト名は埋め込みのドメイン名、位置情報、ドットを取り除いたIPアドレスなどを含むこともある。

## インターネットホスト名
インターネットでは、ホスト名はホストに割り当てられるドメイン名の一種である。
これは、通常、親ドメイン名とローカルなホスト名との組み合わせで表現される。
例えば、「ja.wikipedia.org」は左端のホスト名「ja」とドメイン名「wikipedia.org」から構成されている。この種類のホスト名はローカルなhostsファイル、あるいはDNSリゾルバによってIPアドレスに変換される。1つのホストはいくつかのホスト名を持つことができる。けれども一般的にホストのオペレーティングシステムは自分自身で使用するホスト名が1つであることを好む。
以下の制限事項に従う限り、あらゆるドメイン名はホスト名ということが出来る。例えば、「ja.wikimedia.org」と「wikimedia.org」は両方にIPアドレスが割り当てられているので、これらはホスト名である。ドメイン名「pmtpa.wikimedia.org」はIPアドレスを持っていないので、ホスト名ではない。しかし、「rr.pmtpa.wikimedia.org」はIPアドレスがあるホスト名である。
つまりドメイン名のうち、IPアドレスが割り当てられ通信可能なもの（ホストとして機能するもの）はホスト名である。
また、(IPアドレスを持つ)完全修飾ドメイン名の左端のドメイン名（上記で言えば "ja" ）もローカルな意味でのホスト名である。"ja"だけでは外部ネットワークからホストの特定はできないが、"ja"が所属するネットワークから見れば"ja"のみで通信可能である。
"www"はインターネットで広く使われているホスト名と言える。

### 有効なホスト名の制限
ホスト名、すなわちすべてのドメイン名はドットで区切られた一連の「ラベル」で構成されている。それぞれのラベルは1文字以上63文字以下の制限がある。さらにすべてのラベルを結合しドメイン名を構成したとき、その最大文字数は255文字以下であると言う制限がある。
ドメイン名と違い、ホスト名のラベルはASCII文字の'a'から'z'まで(大文字小文字は無視される)と、'0'から'9'の数字そしてハイフンだけを使うことが出来る。ラベルの最初と最後の文字にハイフンを使うことは出来ない。ハイフン(そしてラベルの間に打つドット)以外の特殊文字は時に誤って使われるが許容されない。
また、アンダースコアはWindowsで構築されたシステムで一般に使われるが、RFC 952によれば許容されない。また、DomainKeysやSRVレコードのようないくつかのシステムはそれらの特別なドメイン名がホスト名と混同されない事を確実にするために故意にアンダースコアを使用する(これらはドメイン名であるので許容される)。システムがホスト名に許容される文字を使用しているかを検査するものとそうでないものとが存在するため、アンダースコアのような許容されない文字の使用はより大きな外部のシステムとの相互接続において多くの微妙な問題が発生した。
このように、「ja.wikipedia.org」はDNSラベル名の「ja」、「wikipedia」と「org」から構成される。「2600」や「3com」のようなラベル名をホスト名として使用することは出来るが、「-hi-」や「*hi*」などは無効である。
仮に、トップレベルドメイン(TLD)までのすべてのラベルが明示されたならば、そのホスト名は完全修飾ドメイン名(FQDN)と言うことが出来る。
システムによっては、「compsci」や「wikipedia」のような非完全修飾なドメイン名はFQDNを決定するために
デフォルトドメイン名と結合されるかも知れない。すなわち、ハーバードの学生が「joe@compsci」にメールを送ると、それはcompsci.harvard.eduに送られるようにすることができるだろう。